# Petropedetidae
Petropedetidae là một họ động vật lưỡng cư trong bộ Anura. Họ này có 12 loài.

## Phân loại học
Họ Petropedetidae gồm các chi sau: